# Byron Murphy II
Byron Murphy II (St. Petersburg, 8 settembre 2002) è un giocatore di football americano statunitense che milita nel ruolo di defensive tackle per i Seattle Seahawks della National Football League (NFL).

## Carriera universitaria
Nella sua prima stagione a Texas nel 2021, Murphy II disputò tutte le 12 partite, di cui una come titolare, mettendo a segno 15 tackle e 2 sack. L’anno seguente disputò come titolare una gara su 13, facendo registrare 26 placcaggi e un sack. Murphy divenne titolare nel 2023 e a fine stagione fu premiato come defensive lineman dell’anno della Big 12 Conference assieme al vincitore dell’Outland Trophy T'Vondre Sweat. Contro l’Università del Wyoming segnò un touchdown su ricezione.

## Carriera professionistica

### Seattle Seahawks
Murphy era considerato uno dei migliori defensive tackle selezionabili nel Draft NFL 2024 è una scelta attorno alla metà del primo giro. Il 25 aprile 2024 fu scelto come 16º assoluto dai Seattle Seahawks, il secondo difensore chiamato. Il 3 maggio firmó un contratto quadriennale del valore di 16 milioni di dollari. Debuttò come professionista il giorno del suo compleanno subentrando nella gara del primo turno vinta contro i Denver Broncos, in cui mise a segno 2 placcaggi. La settimana successiva mise a segno il suo primo sack condiviso nella vittoria ai tempi supplementari contro i New England Patriots. Nel terzo turno fu costretto a lasciare la gara contro i Miami Dolphins per un infortunio che gli fece saltare le successive tre gare. Tornó in campo nella settimana 7 mettendo a segno 3 tackle, di cui uno con perdita di yard, nella vittoria sugli Atlanta Falcons. La sua stagione da rookie si chiuse con 36 placcaggi e 0,5 sack in 14 presenze, di cui 9 come titolare.